# 杉村芳美
杉村 芳美（すぎむら よしみ、1948年4月19日）は、日本の経済学者。専攻は社会経済学。

## 来歴
京都府生まれ。東京大学経済学部経済学科卒業、同大学院経済学研究科修士課程 修了。博士課程単位取得。
1979年、甲南大学に経済学部講師として就任。その後、1981年 同大学助教授、1987年 同大学教授、1998年 同大学学長補佐、2002年 同大学副学長、2003年 同大学企画室長と経て、2004年から2008年までと2012年から2014年の間、大学長に就任する。

## 著書
出典：杉村芳美教授略歴・著作目録

### 単著
- 『脱近代の労働観 人間にとって労働とは何か』 ミネルヴァ書房,1990年11月
- 『｢良い仕事｣ の思想 新しい仕事倫理のために』 中央公論社, 1997年11月
- 『職業を生きる精神 平成日本が失いしもの』 ミネルヴァ書房,2008年11月

### 共著
- 『経済体制論 第II巻 社会学的基礎』（分担執筆 ｢7 社会科学と社会認識｣西部邁と共著）
  - 村上泰亮・西部邁編 東洋経済新報社 1978年3月
- 『市場社会論の構想』（分担執筆「第4章 現代の労働精神：精神労働と自己実現｣）
  - 杉浦克己・高橋洋児編著 社会評論社 1995年11月 ISBN 9784784508327
- 『阪神大震災と経済再建』（分担執筆｢第5章 雇用の復興と政策課題｣）
  - 藤本建夫編 勁草書房 1999年8月 ISBN 9784326501687
- 『叢書・働くということ第1巻 働くことの意味』（分担執筆 ｢第2章 人間にとって労働とは｣）
  - 橘木俊詔編著 ミネルヴァ書房 2009年12月 ISBN 9784623052646
- 『＜働く＞は、これから 成熟社会の労働を考える』（分担執筆 ｢第1章 成熟社会で＜働く＞こと｣）
  - 猪木武徳編 岩波書店 2014年2月 ISBN 9784000244756

### 翻訳
- カール・ポラニー 『大転換 市場社会の形成と崩壊』（吉沢英成・野口建彦・長尾史郎と共訳）東洋経済新報社 1975年4月
- ルーイス・A・コーザー ｢階級｣ 『財と社会のダイナミクス』 平凡社 1987年11月
- クリシャン・クマー 『予言と進歩』 （二階堂達郎・牧田実と共訳） 文眞堂 1996年11月
- スティーブン・コールバーグ 『マックス・ヴェーバーの比較歴史社会学』（甲南大学ウェーバー研究会訳・分担：第四章 三）ミネルヴァ書房 1999年3月